# 1954-es sakkvilágbajnokság
 Ez a cikk a sakkjátszmák algebrai lejegyzését alkalmazza.
Az 1954-es sakkvilágbajnokság a Nemzetközi Sakkszövetség (FIDE) által szervezett 24 játszmás párosmérkőzés, amelyre a címvédő szovjet Mihail Botvinnik és a kihívó szovjet Vaszilij Szmiszlov között a Szovjetunióban, Moszkvában került sor 1954. március 16. – május 13. között.  A verseny helyszíne a Csajkovszkij Koncertterem volt.
Mihail Botvinnik megvédte világbajnoki címét, miután a mérkőzés 12–12 arányú döntetlennel ért véget, és a világbajnokság szabálya szerint ez az eredmény a világbajnok címének megvédését jelenti.

## Előzmények
Alekszandr Aljechin sakkvilágbajnok 1946-ban bekövetkezett halála miatt a Nemzetközi Sakkszövetség a világ akkor legerősebbnek számító sakkozói részvételével 1948-ban ötfordulós körmérkőzéses versenyt rendezett, amelynek győztese, Mihail Botvinnik lett jogosult a sakkvilágbajnoki cím viselésére.
A FIDE 1946-ban Hágában meghatározta az egyéni világbajnokság további menetének szabályait. Eszerint háromévenként kell világbajnoki párosmérkőzést rendezni, amelyet meg kell előznie a világbajnokjelölt személyét kiválasztó versenysorozatnak, amely zónaversenyekből, egy zónaközi versenyből és egy világbajnokjelölti tornából áll. A versenysorozat győztese játszhat 24 játszmás párosmérkőzést a regnáló világbajnokkal.
A FIDE döntött arról is, hogy a párosmérkőzés döntetlen eredménye esetén a világbajnok megtartja címét. Az 1951-es világbajnoki döntőn e szabály alapján Botvinnik a David Bronstejn ellen elért 12–12-es eredménnyel megvédte címét.

### Zónaversenyek
Az 1951–1954-es világbajnoki ciklusban nyolc zónaversenyre került sor.
Bad Pyrmont (Németország)
Az 1951. áprilisban a németországi Bad Pyrmontban rendezett „Európai zóna” versenyt a jugoszlás Gligoric  nyerte a nyugatnémet Unzicker előtt. A 3–4. helyen a jugoszláv Matanovic és a holland Prins végzett, az 5. továbbjutó helyet az angol Golombek szerezte meg.
Moszkva, szovjet bajnokság
A 19. szovjet sakkbajnokság egyben zónaversenynek is számított. Ebből a zónából négy versenyző juthatott tovább az előző világbajnokjelölti sorozaton már kvalifikációt szerzett Paul Keres, Vaszilij Szmiszlov és David Bronstejn mellett. Az első helyet Paul Keres szerezte meg, Jefim Geller és Tigran Petroszján előtt.  A negyedik helyen Szmiszlov, az ötödiken Mihail Botvinnik, a hatodikon Jurij Averbah, a hetediken David Bronstejn végzett. A zóna negyedik továbbjutója a nyolcadik helyezett Mark Tajmanov lett.
Marianske Lazné (Csehszlovákia)
A második európai zóna versenyén az első négy helyezett kvalifikálta magát a zónaközi versenyre. Két magyar is a továbbjutók között volt. Az első helyet a csehszlovák Pachman szerezte meg, a második helyezett Szabó László előtt, a 3–4. helyen holtversenyben végzett Barcza Gedeon és a svéd Stoltz.
New York, Amerika bajnoksága
Az Amerikai Egyesült Államok 1951. évi bajnoksága a világbajnokság zónaversenyének számított. A győzelmet Evans szerezte meg Reshevsky előtt. Evans nem vett részt a zónaközi versenyen, Reshevsky pedig a világbajnokjelöltek versenyére kapott meghívást, ezért a versenysorozat következő állomásán az 1948-as amerikai bajnokságon már kvalifikációt szerzett, de akkor azzal nem élő Herman Steiner vehetett részt.
Vancouver, Kanada bajnoksága
Az 1951. évi kanadai bajnokság egyben a világbajnokság zónaversenyének számított. A versenyről az első helyezett juthatott tovább. A győzelmet Vaitonis szerezte meg.
Caracas
A két dél-amerikai zóna közül a Caracasban rendezettről egy versenyző kvalifikálhatta magát a zónaközi versenyre. Az első helyet a kolumbiai Luis Augusto Sánchez szerezte meg, ezzel ő lett az első kolumbiai sakkozó, aki bejutott a sakkvilágbajnokság zónaközi versenyébe.
Mar del Plata
A jóval erősebb másik dél-amerikai zónaversenyről két versenyző juthatott tovább. Az 1951. márciusban rendezett versenyen holtversenyben végzett az élen Erich Eliskases és Julio Bolbochán.
Az ausztrál zónából R. Wade képviseltethette magát a versenysorozat következő állomásán.

### Zónaközi verseny
A zónaversenyek eredményei alapján kialakult mezőny részvételével 1952. szeptember–októberben a Stockholm megyei Saltsjöbadenben zajlott a világbajnokság zónaközi versenye. A kiírás szerint az első öt helyezett juthatott tovább a világbajnokjelöltek versenyére. Tekintettel arra, hogy az 5–8. helyen holtverseny állt elő, és a holtversenyt eldöntő külön rájátszásra a világbajnokjelöltek versenyéig már nem állt rendelkezésre elegendő idő, ezért az első nyolc helyezett játszhatott a versenysorozat következő szakaszában. A Nemzetközi Sakkszövetség (FIDE) döntésében az is szerepet játszhatott, hogy a verseny első öt helyezettje szovjet volt, és a verseny szovjet belterjességét is csökkenteni próbálták a három további más országbeli versenyző indulásának lehetőségével.
A 22 résztvevővel indult versenyt 21-en fejezték be, mert az argentin Julio Bolbochán az első fordulót követően agyvérzést kapott, így a versenyt nem tudta folytatni. Eredményét nem vették figyelembe.
| H. | Versenyző            | Ország                    | 1 | 2 | 3 | 4 | 5 | 6 | 7 | 8 | 9 | 10 | 11 | 12 | 13 | 14 | 15 | 16 | 17 | 18 | 19 | 20 | 21 | Pont | S–B[4] |
| -- | -------------------- | ------------------------- | - | - | - | - | - | - | - | - | - | -- | -- | -- | -- | -- | -- | -- | -- | -- | -- | -- | -- | ---- | ------ |
| 1  | Alexander Kotov      | Szovjetunió               | x | ½ | ½ | ½ | ½ | ½ | 1 | 1 | 1 | 1  | 1  | ½  | ½  | 1  | 1  | 1  | 1  | 1  | 1  | 1  | 1  | 16½  |        |
| 2  | Mark Tajmanov        | Szovjetunió               | ½ | x | ½ | ½ | ½ | ½ | ½ | ½ | 1 | ½  | ½  | ½  | 1  | 1  | 1  | ½  | 1  | ½  | ½  | 1  | 1  | 13½  | 125.50 |
| 3  | Tigran Petroszján    | Szovjetunió               | ½ | ½ | x | ½ | ½ | ½ | 1 | ½ | ½ | ½  | ½  | 1  | ½  | ½  | 1  | 1  | ½  | 1  | 1  | 1  | ½  | 13½  | 125.00 |
| 4  | Jefim Geller         | Szovjetunió               | ½ | ½ | ½ | x | ½ | 1 | 0 | 0 | 1 | ½  | 1  | ½  | ½  | ½  | 1  | ½  | 1  | 1  | 1  | 1  | ½  | 13   |        |
| 5  | Jurij Averbah        | Szovjetunió               | ½ | ½ | ½ | ½ | x | 0 | ½ | 1 | ½ | ½  | ½  | ½  | 1  | ½  | ½  | 1  | ½  | 1  | 1  | 1  | ½  | 12½  | 115.25 |
| 6  | Gideon Ståhlberg     | Svédország                | ½ | ½ | ½ | 0 | 1 | x | 0 | 1 | ½ | ½  | ½  | ½  | ½  | 1  | 1  | 1  | 0  | 1  | 1  | ½  | 1  | 12½  | 115.00 |
| 7  | Szabó László         | Magyarország              | 0 | ½ | 0 | 1 | ½ | 1 | x | ½ | ½ | 1  | ½  | ½  | ½  | ½  | 1  | 1  | ½  | ½  | 1  | ½  | 1  | 12½  | 114.25 |
| 8  | Svetozar Gligorić    | Jugoszlávia               | 0 | ½ | ½ | 1 | 0 | 0 | ½ | x | 0 | ½  | ½  | ½  | 1  | 1  | ½  | 1  | 1  | 1  | 1  | 1  | 1  | 12½  | 105.50 |
| 9  | Wolfgang Unzicker    | NSZK                      | 0 | 0 | ½ | 0 | ½ | ½ | ½ | 1 | x | ½  | 0  | ½  | 1  | ½  | ½  | ½  | ½  | ½  | 1  | ½  | ½  | 11½  |        |
| 10 | Erich Eliskases      | Argentína                 | 0 | ½ | ½ | ½ | ½ | ½ | 0 | ½ | ½ | x  | ½  | 1  | 0  | ½  | 0  | ½  | 1  | ½  | 1  | 1  | 1  | 10½  |        |
| 11 | Herman Pilnik        | Argentína                 | 0 | ½ | ½ | 0 | ½ | ½ | ½ | ½ | 1 | ½  | x  | 1  | 0  | ½  | ½  | ½  | 1  | 0  | ½  | ½  | 1  | 10   | 93.75  |
| 12 | Ludek Pachman        | Csehszlovákia             | ½ | ½ | 0 | ½ | ½ | ½ | ½ | ½ | ½ | 0  | 0  | x  | ½  | ½  | 1  | ½  | ½  | 1  | 1  | ½  | ½  | 10   | 92.50  |
| 13 | Herman Steiner       | Amerikai Egyesült Államok | ½ | 0 | ½ | ½ | 0 | ½ | ½ | 0 | 0 | 1  | 1  | ½  | x  | ½  | 0  | 0  | 1  | 1  | ½  | 1  | 1  | 10   | 88.50  |
| 14 | Aleksandar Matanović | Jugoszlávia               | 0 | 0 | ½ | ½ | ½ | 0 | ½ | 0 | ½ | ½  | ½  | ½  | ½  | x  | 0  | ½  | 1  | ½  | 1  | ½  | 1  | 9    |        |
| 15 | Barcza Gedeon        | Magyarország              | 0 | 0 | 0 | 0 | ½ | 0 | 0 | ½ | ½ | 1  | ½  | 0  | 1  | 1  | x  | 1  | ½  | 0  | 0  | 1  | ½  | 8    |        |
| 16 | Gösta Stoltz         | Svédország                | 0 | ½ | 0 | ½ | 0 | 0 | 0 | 0 | 0 | ½  | ½  | ½  | 1  | ½  | 0  | x  | 0  | 1  | 1  | ½  | 1  | 7½   |        |
| 17 | Luis Augusto Sánchez | Kolumbia                  | 0 | 0 | ½ | 0 | ½ | 1 | ½ | 0 | 0 | 0  | 0  | ½  | 0  | 0  | ½  | 1  | x  | ½  | 0  | 1  | 1  | 7    |        |
| 18 | Robert Wade          | Egyesült Királyság        | 0 | ½ | 0 | 0 | 0 | 0 | ½ | 0 | 0 | ½  | 1  | 0  | 0  | ½  | 1  | 0  | ½  | x  | ½  | 0  | 1  | 6    |        |
| 19 | Paul Vaitonis        | Kanada                    | 0 | ½ | 0 | 0 | 0 | 0 | 0 | 0 | ½ | 0  | ½  | 0  | ½  | 0  | 1  | 0  | 1  | ½  | x  | ½  | 0  | 5    |        |
| 20 | Harry Golombek       | Egyesült Királyság        | 0 | 0 | 0 | 0 | 0 | ½ | ½ | 0 | 0 | 0  | ½  | ½  | 0  | ½  | 0  | ½  | 0  | 1  | ½  | x  | 0  | 4½   | 39.25  |
| 21 | Lodewijk Prins       | Hollandia                 | 0 | 0 | ½ | ½ | ½ | 0 | 0 | 0 | 0 | 0  | 0  | ½  | 0  | 0  | ½  | 0  | 0  | 0  | 1  | 1  | x  | 4½   | 38.00  |

### A világbajnokjelöltek versenye
Az 1954-es sakkvilágbajnokság világbajnokjelöltjeinek versenyét 1953. augusztus 29. – október 4. között Zürichben rendezték kétfordulós körmérkőzés formájában. A 15 résztvevő közül nyolcan a zónaközi versenyről kvalifikálták magukat, mellettük az előző világbajnokjelölti verseny első öt helyezettje (Bronstejn, Boleszlavszkij, Szmiszlov, Keres és Najdorf), valamint az 1948-as világbajnokságon részt vett Reshevsky és Euwe vehetett részt a versenyen.
A Svájci Sakkszövetség 100 000 svájci frank költségvetést biztosított a versenyre, amelyből fedezték a versenyzők utazását és szállását is. Az első díj 5000 svájci frank volt. A nyitó banketten Vaszilij Szmiszlov olasz operákból énekelt áriákat, Mark Tajmanov Csajkovszkij- és Chopin-zongoraműveket játszott.
Az első nyolc fordulót a Kirchgemeindehausban (Parish Hall) játszották, a 9. fordulótól a játszmák színhelye a Kongresshaus, a svájci Parlament épületének Zeneszalonja volt. A helyi óragyár aranyórát ajánlott fel annak a versenyzőnek, aki a 7. forduló után az élen áll. A feltételt ketten, holtversenyben teljesítették, Szmiszlov és Reshevsky, mindketten megkapták az órát.
A verseny véglegesen a 25. fordulóban dőlt el, amikor az élen álló Szmiszlov a fél ponttal mögötte levő Reshevsky ellen másodszor is győzni tudott, és az őket a harmadik helyen fél pont hátránnyal követő Bronstejn is kikapott. A versenyt végül Szmiszlov két pont előnnyel, meggyőző fölénnyel nyerte, és megszerezte a regnáló világbajnok Mihail Botvinnik kihívásának jogát.
| #  | Versenyző             | Ország                    | 1  | 2  | 3  | 4  | 5  | 6  | 7  | 8  | 9  | 10 | 11 | 12 | 13 | 14 | 15 | Pont | S–B    |
| -- | --------------------- | ------------------------- | -- | -- | -- | -- | -- | -- | -- | -- | -- | -- | -- | -- | -- | -- | -- | ---- | ------ |
| 1  | Vaszilij Szmiszlov    | Szovjetunió               | xx | ½½ | 11 | ½1 | ½½ | 11 | ½½ | ½0 | ½½ | ½½ | ½½ | ½½ | 1½ | 11 | 1½ | 18   |        |
| 2  | David Bronstejn       | Szovjetunió               | ½½ | xx | 1½ | 11 | ½½ | ½0 | ½½ | ½½ | 1½ | ½½ | ½½ | 01 | 1½ | ½½ | ½½ | 16   | 224.00 |
| 3  | Paul Keres            | Szovjetunió               | 00 | 0½ | xx | ½½ | ½1 | ½1 | ½½ | ½½ | ½½ | 0½ | 11 | 1½ | ½1 | ½½ | 11 | 16   | 210.75 |
| 4  | Samuel Reshevsky      | Amerikai Egyesült Államok | ½0 | 00 | ½½ | xx | ½½ | ½½ | ½½ | 10 | ½½ | ½1 | ½1 | 1½ | ½1 | 11 | 1½ | 16   | 210.25 |
| 5  | Tigran Petroszján     | Szovjetunió               | ½½ | ½½ | ½0 | ½½ | xx | ½½ | 0½ | ½½ | 00 | ½½ | ½½ | 11 | ½1 | 1½ | 11 | 15   |        |
| 6  | Jefim Geller          | Szovjetunió               | 00 | ½1 | ½0 | ½½ | ½½ | xx | 11 | ½0 | 01 | ½½ | 01 | 1½ | ½1 | 01 | ½½ | 14½  | 198.00 |
| 7  | Miguel Najdorf        | Argentína                 | ½½ | ½½ | ½½ | ½½ | 1½ | 00 | xx | 1½ | 1½ | ½0 | ½½ | ½½ | ½½ | 0½ | 11 | 14½  | 197.75 |
| 8  | Alekszandr Kotov      | Szovjetunió               | ½1 | ½½ | ½½ | 01 | ½½ | ½1 | 0½ | xx | 10 | 1½ | 00 | 10 | 1½ | 0½ | 01 | 14   | 198.75 |
| 9  | Mark Tajmanov         | Szovjetunió               | ½½ | 0½ | ½½ | ½½ | 11 | 10 | 0½ | 01 | xx | 10 | ½½ | ½½ | ½0 | 0½ | 11 | 14   | 191.75 |
| 10 | Jurij Averbah         | Szovjetunió               | ½½ | ½½ | 1½ | 0½ | ½½ | ½½ | 1½ | 0½ | 01 | xx | ½½ | ½½ | 0½ | 11 | 00 | 13½  | 194.00 |
| 11 | Iszaak Boleszlavszkij | Szovjetunió               | ½½ | ½½ | 00 | ½0 | ½½ | 10 | ½½ | 11 | ½½ | ½½ | xx | ½0 | ½½ | ½1 | ½½ | 13½  | 185.75 |
| 12 | Szabó László          | Magyarország              | ½½ | 10 | 0½ | 0½ | 00 | 0½ | ½½ | 01 | ½½ | ½½ | ½1 | xx | 1½ | ½½ | 1½ | 13   |        |
| 13 | Svetozar Gligorić     | Jugoszlávia               | 0½ | 0½ | ½0 | ½0 | ½0 | ½0 | ½½ | 0½ | ½1 | 1½ | ½½ | 0½ | xx | ½1 | 11 | 12½  |        |
| 14 | Max Euwe              | Hollandia                 | 00 | ½½ | ½½ | 00 | 0½ | 10 | 1½ | 1½ | 1½ | 00 | ½0 | ½½ | ½0 | xx | 1½ | 11½  |        |
| 15 | Gideon Ståhlberg      | Svédország                | 0½ | ½½ | 00 | 0½ | 00 | ½½ | 00 | 10 | 00 | 11 | ½½ | 0½ | 00 | 0½ | xx | 8    |        |

## A világbajnoki döntő
Az 1954-es világbajnokság döntőjére a világbajnokjelöltek versenyét megnyerő Vaszilij Szmiszlov és a világbajnoki címet 1948 óta védő Mihail Botvinnik között került sor Moszkvában 1954. március 16. – május 13. között.
A világbajnoki mérkőzés előtt összesen 26 alkalommal játszottak egymással, az egymás elleni eredményük erősen Botvinnik javára billent, 10 alkalommal győzött 12 döntetlen mellett, Szmiszlovnak csak 4-szer sikerült nyernie ellene.
Botvinnik 1953. augusztusban elvesztette világranglista 1. helyezését, és az amerikai Reshevsky állt az élre. 1953. októberben Szmiszlov is elé került, sőt novemberben Szmiszlov Reshevskyt is megelőzte. A világbajnoki mérkőzés kezdetén is ez volt az élen az állás.
A mérkőzés szabályait a FIDE 1949. márciusban Párizsban tartott kongresszusa határozta meg. A győztes az, aki először éri el a 12,5 pontot legfeljebb 24 játszmából. 12–12 esetén a világbajnok megtartja címét. 2,5 óra állt rendelkezésre 40 lépés megtételéhez, majd óránként 16 lépést kellett tenni. Ötórányi játék után a játszma függőben maradt, amelyet másnap folytattak.
A mérkőzés nagyon éles játszmákat hozott. A 24 játszmából 14 végződött döntéssel, ebből 12 az első 16 játszmából. A 9–16. forduló nyolc mérkőzése mindegyikén valamelyik játékos győztesen állt fel az asztaltól. Minden játszma küzdelmes és elméletileg jelentős volt.
Az első négy forduló után Botvinnik 3,5–0,5 arányú vezetést szerzett, de a 11. forduló után 6–5-re már Szmiszlov vezetett. Ekkor két egymás utáni győzelmével Botvinnik fordított, amit Szmiszlov azonnal egyenlített, de újabb két győzelmével Botvinnik már ismét két ponttal, 9–7-re vezetett. Szmiszlov a 20. és a 23. játszmában szerzett győzelmével az utolsó forduló előtt 11,5–11,5-re egyenlítette ki az állást. Az utolsó fordulóban győznie kellett volna, hogy elhódítsa a világbajnoki címet. Ez nem sikerült neki, így a mérkőzés végül 12–12 arányú döntetlennel ért véget, amely Botvinnik számára címe ismételt megvédését jelentette.
| Versenyző          | Ország      | 1 | 2 | 3 | 4 | 5 | 6 | 7 | 8 | 9 | 10 | 11 | 12 | 13 | 14 | 15 | 16 | 17 | 18 | 19 | 20 | 21 | 22 | 23 | 24 | Pont |
| ------------------ | ----------- | - | - | - | - | - | - | - | - | - | -- | -- | -- | -- | -- | -- | -- | -- | -- | -- | -- | -- | -- | -- | -- | ---- |
| Mihail Botvinnik   | Szovjetunió | 1 | 1 | ½ | 1 | ½ | ½ | 0 | ½ | 0 | 0  | 0  | 1  | 1  | 0  | 1  | 1  | ½  | ½  | ½  | 0  | ½  | ½  | 0  | ½  | 12   |
| Vaszilij Szmiszlov | Szovjetunió | 0 | 0 | ½ | 0 | ½ | ½ | 1 | ½ | 1 | 1  | 1  | 0  | 0  | 1  | 0  | 0  | ½  | ½  | ½  | 1  | ½  | ½  | 1  | ½  | 12   |

### A világbajnoki döntő játszmái
A döntő mind a 24 játszmája megtalálható a Chessgames oldalán. A döntéssel végződött játszmák:
1. játszma Szmiszlov–Botvinnik 0–1 58 lépés
Francia védelem, Winawer-változat ECO C18
1.e4 e6 2.d4 d5 3.Hc3 Fb4 4.e5 c5 5.a3 Fa5 6.b4 cxd4 7.Hb5 Fc7 8.f4 He7 9.Hf3 Hbc6 10.Fd3 Fb8 11.Hbxd4 a6 12.Fe3 Fa7 13.O-O Hxd4 14.Fxd4 Fxd4+ 15.Hxd4 Vb6 16.Kh1 Fd7 17.c3 Bc8 18.Ve1 h6 19.a4 a5 20.Hb3 Vc7 21.Hc5 Fc6 22.Vf2 O-O 23.Hb3 Fd7 24.Vc5 Vxc5 25.Hxc5 Bc7 26.Hxd7 Bxd7 27.bxa5 Ba8 28.a6 bxa6 29.c4 dxc4 30.Fxc4 Bd4 31.Fe2 Hd5 32.g3 Hc3 33.Ff3 Bb8 34.Ba3 Hb1 35.Ba2 Hd2 36.Bf2 Hc4 37.h4 g5 38.hxg5 hxg5 39.fxg5 Hxe5 40.Fe2 Bb1+ 41.Kg2 a5 42.Bc2 Bb3 43.Bf4 Bd5 44.Be4 Kg7 45.Fh5 Hg6 46.Bg4 Be3 47.Fxg6 Kxg6 48.Bf2 Bf5 49.Bxf5 exf5 50.Bc4 Be4 51.Bc7 Bxa4 52.Ba7 Ba3 53.Kh3 f4 54.Kh4 fxg3 55.Ba6+ Kf5 56.Bf6+ Ke4 57.Kh3 Bf3 58.Ba6 Bf5 0-1
2. játszma Botvinnik–Szmiszlov 1–0 30 lépés
Nimzoindiai védelem, Bronstejn (Byrne)-változat ECO E45
1. d4 Hf6 2. c4 e6 3. Hc3 Fb4 4. e3 b6 5. Hge2 Fa6 6. a3 Fe7 7. Hf4 d5 8. cxd5 Fxf1 9. Kxf1 exd5 10. g4 c6 11. g5 Hfd7 12. h4 Fd6 13. e4 dxe4 14. Hxe4 Fxf4 15. Fxf4 O-O 16. h5 Be8 17. Hd6 Be6 18. d5 Bxd6 19. Fxd6 Vxg5 20. Vf3 Vxd5 21. Vxd5 cxd5 22. Bc1 Ha6 23. b4 h6 24. Bh3 Kh7 25. Bd3 Hf6 26. b5 Hc5 27. Fxc5 bxc5 28. Bxc5 Bb8 29. a4 Bb7 30. Bdc3 1-0
4. játszma Botvinnik–Szmiszlov 1–0 61 lépés
|    | |    |    |    |    |    |    |
|    | \| \| \| \| \| \| \| \| \| \| \| \| \| \| \| \| \| \| \| \| \| \| \| \| \| \| \| \| \| \| \| \| \| \| \| \| \| \| \| \| \| \| \| \| \| \| \| \| \| \| \| \| \| \| \| \| \| \| \| \| \| \| \| \| \| \| \| \| \| \| \| \| |    |    |    |    |    |    |
|    | |    |    |    |    |    |    |
| a8 | b8 | c8 | d8 | e8 | f8 | g8 | h8 |
| a7 | b7 | c7 | d7 | e7 | f7 | g7 | h7 |
| a6 | b6 | c6 | d6 | e6 | f6 | g6 | h6 |
| a5 | b5 | c5 | d5 | e5 | f5 | g5 | h5 |
| a4 | b4 | c4 | d4 | e4 | f4 | g4 | h4 |
| a3 | b3 | c3 | d3 | e3 | f3 | g3 | h3 |
| a2 | b2 | c2 | d2 | e2 | f2 | g2 | h2 |
| a1 | b1 | c1 | d1 | e1 | f1 | g1 | h1 |

| a8 | b8 | c8 | d8 | e8 | f8 | g8 | h8 |
| a7 | b7 | c7 | d7 | e7 | f7 | g7 | h7 |
| a6 | b6 | c6 | d6 | e6 | f6 | g6 | h6 |
| a5 | b5 | c5 | d5 | e5 | f5 | g5 | h5 |
| a4 | b4 | c4 | d4 | e4 | f4 | g4 | h4 |
| a3 | b3 | c3 | d3 | e3 | f3 | g3 | h3 |
| a2 | b2 | c2 | d2 | e2 | f2 | g2 | h2 |
| a1 | b1 | c1 | d1 | e1 | f1 | g1 | h1 |

Elfogadott vezércsel, Aljechin-védelem ECO D22
1.d4 d5 2.c4 dxc4 3.Hf3 a6 4.e3 Fg4 5.Fxc4 e6 6.Vb3 Fxf3 7.gxf3 b5 8.Fe2 Hd7 9.a4 b4 10.Hd2 Hgf6 11.He4 c5 12.Hxf6+ Vxf6 13.d5 e5 14.a5 Fd6 15.e4 O-O 16.Fe3 c4 17.Vxc4 Bfc8 18.Vb3 Vg6 19.Kf1 f5 20.Bg1 Vh5 21.Bg2 Hc5 22.Vd1 Vh4 23.Kg1 f4 24.Fd2 Bab8 25.Kh1 Bf8 26.Fc4 Bf6 27.Vg1 Ff8 28.Bg4 Vh5 29.Vg2 Vf7 30.b3 Kh8 31.Bg1 Bd6 32.Fc1 Hd7 33.Fb2 Be8 34.Vf1 Vh5 35.Vg2 Vh6 36.Bg5 g6 37.Vf1 Fg7 38.Fc1 Ff6 39.B5g4 Fe7 40.Fd2 Hf6 41.B4g2 Bd7 42.Fxa6 Ba7 43.Fb5 Bg8 44.a6 g5 45.Vd3 Fd6 46.Ve2 Bag7 47.Vd1 Vh4 48.Fe2 g4 49.Fe1 h5 50.fxg4 hxg4 (diagram) 51.Fxg4 Bxg4 52.f3 Bxg2 53.Fxh4 Bxg1+ 54.Vxg1 Bxg1+ 55.Kxg1 He8 56.a7 Hc7 57.Kf1 Kg7 58.Ke2 Kf7 59.Ff2 Ke8 60.Kd3 Kd7 61.Kc4 1-0
7. játszma Szmiszlov–Botvinnik 1–0 50 lépés
Francia védelem, Winawer-változat, Winckelmann–Riemer-csel ECO C15
1.e4 e6 2.d4 d5 3.Hc3 Fb4 4.a3 Fxc3+ 5.bxc3 dxe4 6.Vg4 Hf6 7.Vxg7 Bg8 8.Vh6 c5 9.He2 Bg6 10.Ve3 Hc6 11.dxc5 Hg4 12.Vxe4 Vd1+ 13.Kxd1 Hxf2+ 14.Ke1 Hxe4 15.Hf4 Bg8 16.Fd3 Hxc5 17.Fxh7 Bh8 18.Fd3 Hxd3+ 19.cxd3 Fd7 20.Fe3 O-O-O 21.Kf2 e5 22.He2 Fg4 23.h3 Fh5 24.d4 Fxe2 25.Kxe2 exd4 26.cxd4 Hxd4+ 27.Kf2 b6 28.Bhd1 He6 29.Bac1+ Kb7 30.Bxd8 Bxd8 31.h4 Bh8 32.g3 b5 33.Kf3 a5 34.Ke4 Be8 35.Kf3 Bh8 36.Bc3 f5 37.Bd3 Kc6 38.Fd2 Ba8 39.Fc3 Kc5 40.Ff6 b4 41.h5 Ba7 42.Be3 Kd6 43.Fe5+ Kd5 44.Fb2 Kd6 45.Bd3+ Kc5 46.Bd2 Bh7 47.Bh2 Kd6 48.a4 Ke7 49.g4 f4 50.Bd2 1-0
9. játszma Szmiszlov–Botvinnik 1–0 25 lépés
|    | |    |    |    |    |    |    |
|    | \| \| \| \| \| \| \| \| \| \| \| \| \| \| \| \| \| \| \| \| \| \| \| \| \| \| \| \| \| \| \| \| \| \| \| \| \| \| \| \| \| \| \| \| \| \| \| \| \| \| \| \| \| \| \| \| \| \| \| \| \| \| \| \| \| \| \| \| \| \| \| \| |    |    |    |    |    |    |
|    | |    |    |    |    |    |    |
| a8 | b8 | c8 | d8 | e8 | f8 | g8 | h8 |
| a7 | b7 | c7 | d7 | e7 | f7 | g7 | h7 |
| a6 | b6 | c6 | d6 | e6 | f6 | g6 | h6 |
| a5 | b5 | c5 | d5 | e5 | f5 | g5 | h5 |
| a4 | b4 | c4 | d4 | e4 | f4 | g4 | h4 |
| a3 | b3 | c3 | d3 | e3 | f3 | g3 | h3 |
| a2 | b2 | c2 | d2 | e2 | f2 | g2 | h2 |
| a1 | b1 | c1 | d1 | e1 | f1 | g1 | h1 |

| a8 | b8 | c8 | d8 | e8 | f8 | g8 | h8 |
| a7 | b7 | c7 | d7 | e7 | f7 | g7 | h7 |
| a6 | b6 | c6 | d6 | e6 | f6 | g6 | h6 |
| a5 | b5 | c5 | d5 | e5 | f5 | g5 | h5 |
| a4 | b4 | c4 | d4 | e4 | f4 | g4 | h4 |
| a3 | b3 | c3 | d3 | e3 | f3 | g3 | h3 |
| a2 | b2 | c2 | d2 | e2 | f2 | g2 | h2 |
| a1 | b1 | c1 | d1 | e1 | f1 | g1 | h1 |

Francia védelem, Winawer-változat ECO C18
1.e4 e6 2.d4 d5 3.Hc3 Fb4 4.e5 c5 5.a3 Fa5 6.b4 cxd4 7.Vg4 He7 8.bxa5 dxc3 9.Vxg7 Bg8 10.Vxh7 Hd7 11.Hf3 Hf8 12.Vd3 Vxa5 13.h4 Fd7 14.Fg5 Bc8 15.Hd4 Hf5 16.Bb1 Bc4 17.Hxf5 exf5 18.Bxb7 Be4+ (diagram) 19.Vxe4 dxe4 20.Bb8+ Fc8 21.Fb5+ Vxb5 22.Bxb5 He6 23.Ff6 Bxg2 24.h5 Fa6 25.h6 1-0
10. játszma Botvinnik–Szmiszlov 0–1 37 lépés
Elfogadott vezércsel, Aljechin-védelem ECO D22
1.d4 d5 2.c4 dxc4 3.Hf3 a6 4.e3 Fg4 5.Fxc4 e6 6.Vb3 Fxf3 7.gxf3 b5 8.Fe2 Hd7 9.a4 b4 10.f4 Hgf6 11.Ff3 Ba7 12.Fc6 Fe7 13.Hd2 O-O 14.Hc4 a5 15.He5 Hb8 16.Fd2 Hd5 17.e4 Hb6 18.Fe3 Fd6 19.Fb5 Vh4 20.Bc1 Kh8 21.Fe2 Fxe5 22.dxe5 H8d7 23.Fb5 Bd8 24.Fd2 Hxe5 25.Ve3 Hg4 26.Vg3 Vxg3 27.fxg3 Hf2 28.Kxf2 Bxd2+ 29.Ke3 Bxb2 30.Bb1 Bxb1 31.Bxb1 c5 32.Bd1 Ba8 33.Bd6 Bb8 34.Kd2 c4 35.Kc2 g6 36.Bc6 c3 37.Kb3 Bc8 0-1
11. játszma Szmiszlov–Botvinnik 1–0 41 lépés
Spanyol megnyitás, Morphy-védelem ECO C79
1.e4 e5 2.Hf3 Hc6 3.Fb5 a6 4.Fa4 Hf6 5.O-O d6 6.Fxc6+ bxc6 7.d4 exd4 8.Hxd4 c5 9.Hf3 Fe7 10.Hc3 O-O 11.Be1 Fb7 12.Fg5 h6 13.Fh4 Be8 14.e5 dxe5 15.Bxe5 Vxd1+ 16.Bxd1 Fd6 17.Bxe8+ Hxe8 18.Hd2 Fe5 19.Hb3 Fxc3 20.bxc3 c4 21.Hc5 Fc6 22.Bd8 g5 23.Bxa8 Fxa8 24.Fg3 a5 25.f3 f5 26.Fe5 Kf7 27.f4 Hd6 28.Ha6 He8 29.Kf2 Fe4 30.g3 Kg6 31.Ke3 Kh5 32.Kd4 Kg4 33.Kxc4 Kh3 34.fxg5 hxg5 35.Hxc7 Hxc7 36.Fxc7 Kxh2 37.Kb5 Kh3 38.c4 Kg4 39.c5 f4 40.gxf4 gxf4 41.Fxa5 Kf5 1-0
12. játszma Botvinnik–Szmiszlov 1–0 38 lépés
Szláv védelem, cseh változat ECO D19
1.d4 d5 2.c4 c6 3.Hf3 Hf6 4.Hc3 dxc4 5.a4 Ff5 6.e3 e6 7.Fxc4 Fb4 8.O-O Hbd7 9.Hh4 O-O 10.f3 Fg6 11.e4 e5 12.Hxg6 hxg6 13.Fe3 Ve7 14.Ve2 exd4 15.Fxd4 Fc5 16.Fxc5 Vxc5+ 17.Kh1 g5 18.g3 Bad8 19.Fa2 Bfe8 20.Bad1 Hf8 21.Bxd8 Bxd8 22.e5 Hd5 23.Hxd5 cxd5 24.Vd2 He6 25.f4 gxf4 26.gxf4 Vc6 27.f5 Hc5 28.Vg5 Bd7 29.Bg1 f6 30.exf6 He4 31.f7 Bxf7 32.Vd8+ Kh7 33.Fxd5 Hf2+ 34.Kg2 Vf6 35.Vxf6 Bxf6 36.Kxf2 Bxf5+ 37.Ff3 Bf4 38.Bg4 1-0
13. játszma Szmiszlov–Botvinnik 0–1 41 lépés
Szicíliai védelem, zárt Fianchetto-változat ECO E69
1.e4 c5 2.Hc3 Hc6 3.g3 g6 4.Fg2 Fg7 5.d3 b6 6.Hge2 d6 7.O-O Fb7 8.f4 f5 9.g4 fxg4 10.f5 Vd7 11.Hf4 gxf5 12.exf5 Fd4+ 13.Kh1 Fxc3 14.bxc3 He5 15.Ve2 Hf6 16.Fxb7 Vxb7+ 17.Vg2 Vxg2+ 18.Kxg2 c4 19.Fe3 Hf3 20.Fd4 Hxd4 21.cxd4 Bc8 22.Bf2 cxd3 23.cxd3 Kf7 24.Be1 Bhd8 25.He6 Bd7 26.Bee2 Bb7 27.Kg3 Bg8
28.Kh4 h6 29.Bg2 Bbb8 30.Bc2 Bbc8 31.a4 Bxc2 32.Bxc2 Hd5 33.Bf2 Kf6 34.Kg3 h5 35.Kh4 He3 36.d5 Hxf5+ 37.Kxh5 a6 38.Bb2 He3 39.Bf2+ Hf5 40.Bb2 b5 41.axb5 axb5 0-1
14. játszma Botvinnik–Szmiszlov 0–1 33 lépés
Királyindiai védelem, klasszikus Fianchetto-változat ECO E67
1.d4 Hf6 2.c4 g6 3.g3 Fg7 4.Fg2 O-O 5.Hc3 d6 6.Hf3 Hbd7 7.O-O e5 8.e4 c6 9.Fe3 Hg4 10.Fg5 Vb6 11.h3 exd4 12.Ha4 Va6 13.hxg4 b5 14.Hxd4 bxa4 15.Hxc6 Vxc6 16.e5 Vxc4 17.Fxa8 Hxe5 18.Bc1 Vb4 19.a3 Vxb2 20.Vxa4 Fb7 21.Bb1 Hf3+ 22.Kh1 Fxa8 23.Bxb2 Hxg5 24.Kh2 Hf3+ 25.Kh3 Fxb2 26.Vxa7 Fe4 27.a4 Kg7 28.Bd1 Fe5 29.Ve7 Bc8 30.a5 Bc2 31.Kg2 Hd4 32.Kf1 Ff3 33.Bb1 Hc6 0-1
15. játszma Szmiszlov–Botvinnik 0–1 36 lépés
Szicíliai védelem, zárt változat, Botvinnik-védelem ECO B25
1.e4 c5 2.Hc3 Hc6 3.g3 g6 4.Fg2 Fg7 5.d3 d6 6.Hge2 e5 7.Hd5 Hge7 8.c3 Hxd5 9.exd5 He7 10.O-O O-O 11.f4 Fd7 12.h3 Vc7 13.Fe3 Bae8 14.Vd2 Hf5 15.Ff2 h5 16.Bae1 Vd8 17.Kh2 Fh6 18.h4 Vf6 19.Fe4 exf4 20.Hxf4 Hxh4 21.Fe3 Hf5 22.Fxf5 Vxf5 23.Vg2 Vg4 24.Ve2 Vxe2+ 25.Bxe2 Be5 26.Bee1 Bfe8 27.Ff2 h4 28.Bxe5 Bxe5 29.d4 hxg3 30.Kxg3 Bg5+ 31.Kh2 Bf5 32.Fe3 cxd4 33.cxd4 Kh7 34.Bf2 g5 35.He2 Bxf2+ 36.Fxf2 f5 0-1
16. játszma Botvinnik–Szmiszlov 1–0 45 lépés
Királyindiai védelem, Fianchetto-változat ECO E60
1.d4 Hf6 2.c4 g6 3.g3 Fg7 4.Fg2 O-O 5.Hc3 d6 6.e3 Hbd7 7.Hge2 e5 8.b3 Be8 9.Fa3 Bb8 10.O-O a6 11.dxe5 Hxe5 12.c5 dxc5 13.Fxc5 b6 14.Vxd8 Bxd8 15.Fd4 Be8 16.e4 Fb7 17.f4 Heg4 18.h3 c5 19.Fxf6 Hxf6 20.e5 Fxg2 21.Kxg2 Hd7 22.Bad1 Hf8 23.Bd6 He6 24.He4 Bed8 25.Bfd1 Ff8 26.Bxd8 Bxd8 27.Bxd8 Hxd8 28.Hf6+ Kg7 29.Hd5 b5 30.Hc7 g5 31.Kf3 gxf4 32.gxf4 c4 33.bxc4 bxc4 34.Hxa6 f6 35.Hc7 fxe5 36.fxe5 Kg6 37.Ke4 Kg5 38.a4 Kh4 39.a5 Hc6 40.a6 Kxh3 41.Hb5 c3 42.Hbxc3 Kg4 43.Hd4 Ha7 44.Hd5 h5 45.Hf6+ 1-0
20. játszma Botvinnik–Szmiszlov 0–1 72 lépés
Királyindiai védelem, Fianchetto-változat ECO E60
1.d4 Hf6 2.c4 g6 3.g3 Fg7 4.Fg2 O-O 5.Hc3 d6 6.e3 Hbd7 7.Hge2 e5 8.b3 Be8 9.Fa3 h5 10.h3 a6 11.dxe5 dxe5 12.e4 Hh7 13.O-O h4 14.Fc1 c6 15.Fe3 hxg3 16.fxg3 Ve7 17.Vd2 b5 18.Bad1 bxc4 19.bxc4 Vb4 20.Bc1 Ff8 21.Kh2 Hc5 22.Hb1 a5 23.Vc2 Fe6 24.Bfd1 Beb8 25.Ff1 a4 26.Fd2 Vb6 27.Fe3 a3 28.Hec3 Va5 29.Vf2 Fe7 30.Bc2 Hf6 31.Hd2 Bb2 32.Bdc1 Bd8 33.Fxc5 Vxc5 34.Ve2 Vb4 35.Hb3 Bxc2 36.Bxc2 He8 37.Hb1 Hd6 38.H1d2 Hb7 39.h4 Hc5 40.Hxc5 Vxc5 41.Hb3 Vd6 42.Bd2 Vb4 43.Bc2 f6 44.Fh3 Ff7 45.Fg4 Kg7 46.Kg2 Vd6 47.Bd2 Vb8 48.Bc2 Fb4 49.h5 Vd6 50.hxg6 Fxg6 51.Fh5 Vd3 52.Fxg6 Vxe2+ 53.Bxe2 Kxg6 54.Bf2 Kf7 55.Bf1 Ke6 56.Bf3 Fe7 57.Bf1 Fb4 58.Bf3 Ke7 59.Bf1 Kf7 60.Bf3 Kg6 61.Bf2
Bd6 62.Bf5 Fd2 63.Bf3 Fg5 64.c5 Bd7 65.Bc3 f5 66.Kf3 Kf6 67.exf5 Kxf5 68.g4+ Ke6 69.Ke2 e4 70.Bc4 Ke5 71.Ba4 Bh7 72.Bxa3 Bh2+ 0-1
23. játszma Szmiszlov–Botvinnik 1–0 28 lépés
Királyindiai támadás ECO A07
1.e4 e6 2.d3 c5 3.Hd2 Hc6 4.g3 g6 5.Fg2 Fg7 6.Hgf3 Hge7 7.O-O O-O 8.c3 d6 9.a4 f5 10.Vb3 d5 11.exd5 exd5 12.Be1 f4 13.Hf1 Fg4 14.gxf4 Fxf3 15.Fxf3 Kh8 16.Fd2 Fh6 17.Be6 Fxf4 18.Bae1 Fxd2 19.Hxd2 Hf5 20.Fg2 Hh4 21.Vxd5 Hxg2 22.Vxg2 Vxd3 23.He4 Bf5 24.Hd6 Bf3 25.Hxb7 Baf8 26.Hxc5 Vf5 27.Be8 Kg8 28.Bxf8+ 1-0